# 西川口 (川口市)
西川口（にしかわぐち）は、埼玉県川口市の町名。現行行政地名は西川口一丁目から西川口六丁目。住居表示実施地区。郵便番号は332-0021。

## 地理
川口市北西部の横曽根地区に位置する。西川口駅西口とその周辺の区域にあたる。北の一点で蕨市塚越、東で並木、南東で並木元町、南で川口・仲町、南西で南町・宮町、西で緑川を挟んで戸田市喜沢、北西で蕨市南町と隣接する。
ベッドタウンとして人口は増加傾向にあり、アパート・マンションの建設が相次いでいる。2006年以前には、「NK流（西川口流の略）」と呼ばれる違法な性風俗店が少なくとも200店舗以上乱立するエリアだったが、埼玉県警察の重点的な摘発もあり壊滅。2010年代に入ると多くの空き店舗に中華料理店が入居しだし、小さな中華街的な景観となった。

### 広域地名
JR東日本京浜東北線西川口駅西口周辺が町名としての「川口市西川口」に該当するが、東口の「川口市並木」および駅北側に位置する「蕨市南町」、「戸田市喜沢」の一部を含む地域が徒歩圏内である。

### 河川
- 緑川 (埼玉県)

### 地価
住宅地の地価は、2022年（令和4年）の公示地価によれば西川口3-8-24の地点で28万1000円/m2となっている。

## 歴史
元禄年間には現在の西川口1丁目 - 6丁目を中心に隣町の並木などを含んだ横曽根村が蕨宿の助郷として指定され、明治維新まで多くの農民が動員された。特に皇女和宮が中山道を通過するときには、近在から多く動員された。

### 沿革
- 1932年（昭和7年）9月1日 - 赤羽駅 - 大宮駅間に京浜東北線が延伸開業。当時の途中駅は川口・蕨・浦和・与野であった。西川口駅は22年後に開業。
- 1939年（昭和14年） - 現在の町域内では大字横曽根から仁志町・北町と、仲町・宮町の各一部が成立。
- 1954年（昭和29年）9月1日 - 西川口駅が開業。
- 1974年（昭和49年）9月1日 - 住居表示の実施により、仁志町一丁目 - 二丁目・北町一丁目 - 二丁目・仲町一丁目 - 三丁目・宮町の各一部より、西川口一丁目 - 六丁目が成立[9][10]。

### 地名の由来
1954年に開業した西川口駅にちなんで、1974年の住居表示実施時に名付けられたものである。

### 町名の変遷
| 実施後      | 実施年月日 | 実施前 | 実施年月日 | 実施前 |
| ----------- | ---------- | --- | ---------- | ------ |
| 西川口1丁目 | 1974年     | 仁志町1丁目23(一部)番地 仁志町2丁目1〜38番地 北町2丁目147-1(一部)〜152(一部)番地                                                  | 1939年     | 横曽根 |
| 西川口2丁目 | 1974年     | 仁志町1丁目33(一部)、34〜75、116〜199、263〜276番地 仁志町2丁目41〜75番地                                                         | 1939年     | 横曽根 |
| 西川口3丁目 | 1974年     | 仁志町1丁目9〜22、23(一部)、24〜32、33(一部)番地 仁志町2丁目39〜40番地 北町2丁目14、48〜146、147-1(一部)、152(一部)、153〜313番地 | 1939年     | 横曽根 |
| 西川口4丁目 | 1974年     | 北町1丁目（全域） | 1939年     | 横曽根 |
| 西川口5丁目 | 1974年     | 仁志町1丁目1〜7番地 北町2丁目1〜13、15〜46番地 宮町270〜272、275〜287、288(一部)、289〜300番地 仲町3丁目1〜58、68〜149番地        | 1939年     | 横曽根 |
| 西川口6丁目 | 1974年     | 仁志町1丁目76〜115、200〜262、456〜680番地 仁志町2丁目76番地 宮町303〜308番地 仲町3丁目150〜592番地                               | 1939年     | 横曽根 |

## 西川口再生事業

### 風俗街
かつて大規模な風俗街が存在したことで知られ、西川口駅周辺は全国的にも知名度の高い風俗街の一つであった。川口オートレース場の最寄駅であり、かつては戸田競艇場の最寄り駅でもあったことから、賭けの帰り客を当てにした風俗店が細々と営業しているに過ぎなかった。
しかし、都市再開発に伴う東京都北区赤羽のピンクサロン店の大規模な摘発を警視庁が行ったことにより、それらの店舗が京浜東北線沿線の西川口へ流入。2000年前後からご当地流のサービスがNK流（Nishi Kawaguchi 流 の略）として知られ、スポーツ新聞・夕刊紙で取り上げられることが増えるなど評判が広まり、連休には全国各地からNK流目当てで来る人もいた。男性誌でも風俗街として紹介され、デリバリーヘルスやマンション風俗も含めると関東随一であった。
全盛期には200店もしくは240店を超える店舗が並び、東京の吉原や大阪の飛田新地を上回る日本でも屈指の規模であった。
新宿歌舞伎町に匹敵するほど歓楽街が拡大したものの、悪質な客引きが横行し、暴力事件をはじめ、拳銃を使った殺人事件や大麻の売買など治安の悪化が続いた。西口駅前周辺の繁華街を中心にする暴力団や反社会的勢力の動きが活発化、傷害事件も発生したため、治安の回復が課題であった。
このような状態を受けて、2004年から毎月2回、自主防犯団体「安全・安心まちづくり推進協議会」の会員・NPO団体「ガーディアンエンジェルス川口支部」の支部員・防犯ボランティア・川口警察署が、歓楽街の防犯や環境浄化に向けて活動した。
このような状況を背景とし、埼玉県警察は地元住民の要望を受け、2004年（平成16年）11月に西川口駅周辺の歓楽街を「風俗環境浄化重点推進地区」に指定。2006年（平成18年）5月の風俗営業等の規制及び業務の適正化等に関する法律改正を期に、川口警察署は売春防止法などで多数の違法風俗店を摘発した。これにより同年秋には裏風俗店が自主閉店・廃業に追い込まれた。2007年（平成19年）時点で、西口前に「性風俗営業待ち合わせ禁止区域」という珍しい看板が立てられていた。
裏風俗店摘発により、西川口駅西口周辺のビルが空き店舗となっただけでなく、風俗店の店員や客を相手にしていた飲食店や衣料店などの関連企業、昔から営業していた個人商店等も閉店に追い込まれ、更に空き店舗が増加した。摘発されたものの「風俗の街」というイメージは簡単には払拭されない為、空き店舗は埋まらず、シャッター街の様相を呈していた。タクシー業界も壊滅的なダメージを受け、夜間は人の流れが皆無となってしまった為に、深夜帯の営業をやめてしまった会社もあるという。
2010年以降、それらの空き店舗に中国人を中心としたアジア系の人々が入り込み、チャイナタウンと化した。
なお、合法の店舗型風俗街（ソープランド・ファッションヘルス）は、西川口一丁目10番の区画のみに存在する。風俗関連の客引きも見られなくなった。

### 西川口再生の発議
違法風俗店の摘発後、衰退した西川口を活性化させるために、様々な議論が起こった。2007年（平成19年）11月、川口市内に住む大学生が発起人となり、「西川口活性化クリーン作戦」が実施された。発起人の声かけにより、川口トラック協会・メディア・オブ・アートプロジェクト、ロータリークラブやガーディアンエンジェルスなどが協力、その他埼玉県警察が協力して、毎月第1日曜日午前中に清掃活動を実施している。
市街地再生への動きも出始めている。2008年（平成20年）1月、川口商工会議所が、街再生の一環としてシャッターに絵を描く「アート作戦」を開始した。ルピナス、ノウゼンカズラ、マーガレット、スズランなどを、地元仲町中学校の生徒や「防犯まちづくりの会」の会員がアクリル絵具で色を塗るというもので、筑波大学芸術専門学群の学生有志も参加した。「Re・born」（再生）と称されるイメージキャラクターも制作され、地内の街路灯を飾った。

#### B級グルメの街
2008年5月には「西川口駅西口再生会議」が発足し、「うまいぞ！西川口」を合言葉に、「B級グルメタウン」として再生していく方針が確認され、同年7月には、上田清司埼玉県知事が現地を視察した。同年11月24日には、第3回埼玉B級ご当地グルメ王決定戦が開催され、約3万8,000人の来場者が西口中央通りに訪れた。
2008年12月1日 - 7日までの1週間、川口市内で組織されたアート記念日実行委員会が西川口の合格通り商店会の営業中店舗や西口の空きテナントなどを利用した「西川口プロジェクト」が開催された。チラシには、西川口に点在する民族料理店などを紹介する地図が掲載されている。有限会社ぶなのもりから、エスニック料理店などをまとめた『川口界隈おいしいエスニックガイド』（ISBN 978-4434114663）が出版され、テレビ東京の番組「出没!アド街ック天国」でも取り上げられた。
2010年11月には3回目の開催となる西川口駅西口の「川口B級グルメ大会2010」に加え、新たに東口が「世界のグルメ大会」を同時開催。西川口の東西口が一体となり、東西合わせて約5万1,000人の来場者が訪れ、駅周辺商店街の賑わいを創出。東口の「世界のグルメ大会」では西川口の多文化風土の特徴を生かした多国籍メニューや催し物を楽しむことができ、また西口の「川口B級グルメ大会」では、川口市内の飲食店等によるB級グルメが優勝を競い合う。
両グルメ大会は西川口駅周辺の商店街活性化と賑わいの創出を図るためのイベントだが、2011年（平成23年）10月30日の同イベントでは東日本大震災の復興支援につながるチャリティーイベントとしての目的も兼ねて「川口B級グルメ大会〜きらり川口グランドバザール2011」「世界のグルメ大会2011」を開催した。前日10月29日には、川口青年会議所地域再生委員会の発案で、同会とNPO法人まちづくり川口（後述）の協働で街おこし企画「にしかわコン」という前夜祭イベントも初開催された。その際、NPO法人まちづくり川口では、インターネットで史上初のまちコンライブを中継した。

#### もっと！西川口バザール
2008年12月、有志が集まり地域情報誌「もっと！西川口」を0号として発行。その後、翌年1月には、第1号を正式に発行し、その後毎月発行の月刊誌として続けている。その流れの中、2009年（平成21年）3月7日 - 15日の9日間、西川口西口再生会議と市民団体が共催で行うイベント「もっと！西川口バザール」も開催。西川口の空きテナントを利用したイベント、各店舗においてもセールなどを実施。後援は、川口市、埼玉県南部地域振興センターなど。その後、バザール運営委員会が「まちづくり川口」という団体を組織。東西の西川口および蕨・戸田・鳩ヶ谷も巻き込んだ活性化事業を推し進めている。2009年5月7日より、まちづくりステーションにて「社会人養成セミナー&交流会」が実施される。2010年（平成22年）2月24日から3月5日までの期間には、「川口市西地区連合商店会」が主催する「西の日セール」が実施され、3月6日から3月7日には、イベントとして「西川口バザール2010」が開催された。

#### NPO法人設立
「まちづくり川口」は、2009年6月に特定非営利活動法人に法人登記。若者自立支援センター卒業生や団塊世代、学生、在日外国人など含んで組織を拡大した。地元のサッカーチーム「アヴェントゥーラ川口」も会員になり、地域振興を深めている。毎週水・日曜日に交流会を実施、さらに西川口・並木公民館等を利用したカルチャー教室も展開（2009年8月から）。ご当地コンテンツ、特産品の取扱いや振興支援コンサルタントも実施している。東西口の連携を図る働きかけも行っており、また埼玉県管轄のNPO法人という特性を活かし、蕨・戸田・鳩ヶ谷までも活動の場を広げている。

### 西川口駅開業60周年事業
2014年（平成26年）9月1日、西川口駅が開業60周年を迎えるにあたり、2013年（平成25年）夏から開始された。西川口のゆるキャラで、アシカをモチーフにした「ニシカちゃん」を作成しPRに努めた。2014年8月30日に西口、8月31日に東口でパレード、式典、イベントなどが開催された。

## 世帯数と人口

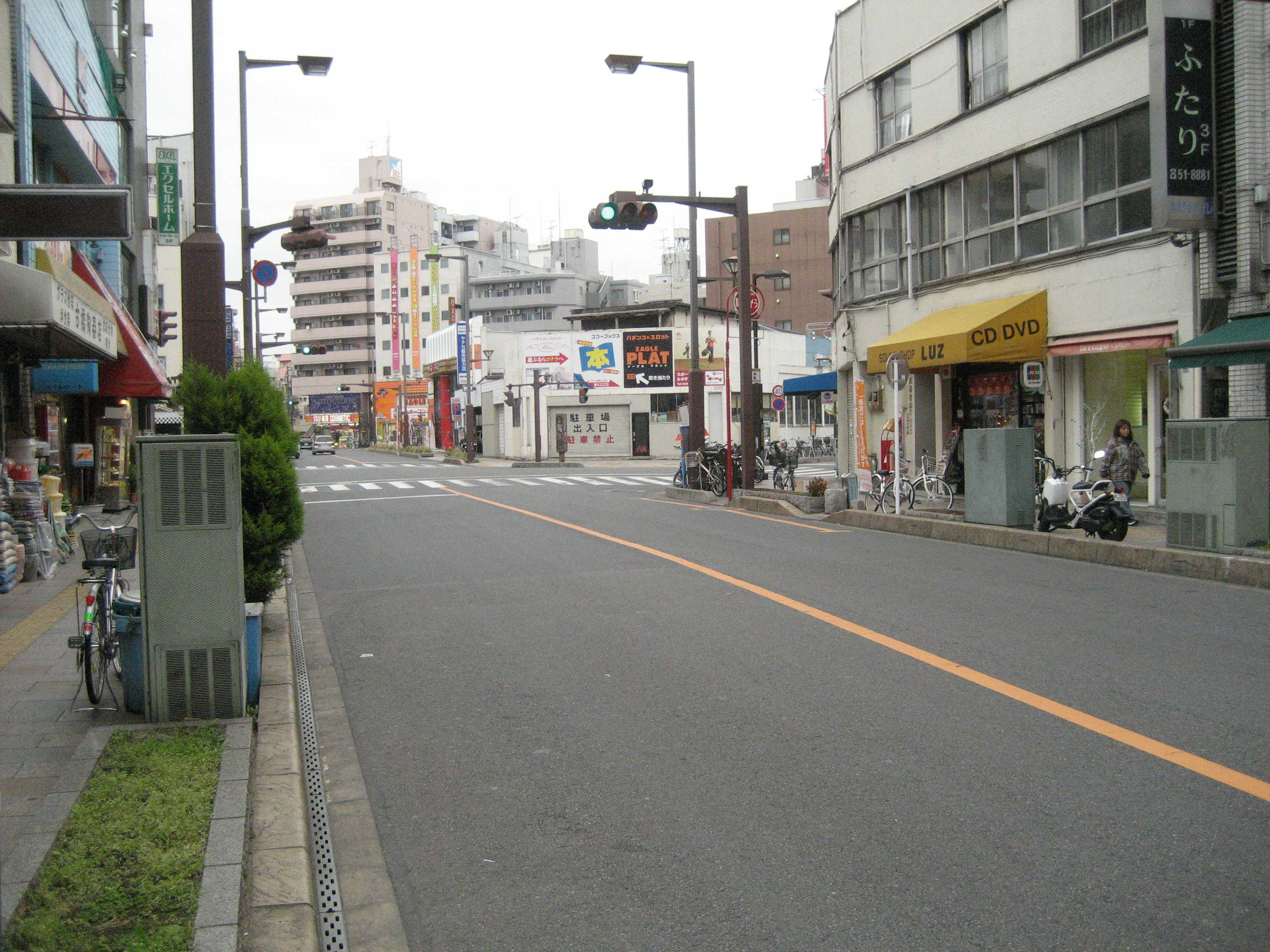
西川口1-28付近 (2007年11月)

2018年（平成30年）3月1日現在の世帯数と人口は以下の通りである。西川口で最も多い在日外国人は中国人で、西川口駅から近い場所にコミュニティを形成している。
| 丁目         | 世帯数    | 人口     |
| ------------ | --------- | -------- |
| 西川口一丁目 | 2,751世帯 | 3,877人  |
| 西川口二丁目 | 1,336世帯 | 2,272人  |
| 西川口三丁目 | 2,027世帯 | 3,366人  |
| 西川口四丁目 | 1,662世帯 | 2,921人  |
| 西川口五丁目 | 871世帯   | 1,718人  |
| 西川口六丁目 | 1,263世帯 | 2,443人  |
| 計           | 9,910世帯 | 16,597人 |

## 小・中学校の学区
市立小・中学校に通う場合、学区（校区）は以下の通りとなる。
| 丁目         | 番地 | 小学校             | 中学校             |
| ------------ | ---- | ------------------ | ------------------ |
| 西川口一丁目 | 全域 | 川口市立仲町小学校 | 川口市立仲町中学校 |
| 西川口二丁目 | 全域 | 川口市立仲町小学校 | 川口市立仲町中学校 |
| 西川口三丁目 | 全域 | 川口市立仲町小学校 | 川口市立仲町中学校 |
| 西川口四丁目 | 全域 | 川口市立仲町小学校 | 川口市立仲町中学校 |
| 西川口五丁目 | 全域 | 川口市立仲町小学校 | 川口市立仲町中学校 |
| 西川口六丁目 | 全域 | 川口市立仲町小学校 | 川口市立仲町中学校 |

## 交通

### 鉄道
- JR東日本京浜東北線 ■西川口駅 - 西口側の一部敷地が西川口一丁目にあたる。所在地は川口市並木。

### バス
- 国際興業バスが西川口駅西口から運行されている。

### 道路
- 東京都道・埼玉県道68号練馬川口線
- 埼玉県道110号川口蕨線
- 西川口陸橋

## 施設
- 西川口税務署
- 川口市西川口駅連絡室
  - 川口市パスポートセンター
- 川口市消防局南消防署横曽根分署
- 川口市立仲町中学校
- 川口市立仲町小学校
- 西川口幼稚園
- 川口市立仲町保育所
- 西川口4丁目公園
- 青木信用金庫西川口支店
- 川口仁志郵便局
- 埼玉県済生会川口総合病院
  - 埼玉県済生会本部
- 川口病院
- 真福寺
- 浄土宗西福寺
- 和泉稲荷神社
- 仲町公園